# Canal A
Canal A (previamente conocido como Cadena Dos) fue un canal de televisión abierta colombiana lanzado el 16 de enero de 1971 con el nombre Tele9 Corazón.

## Historia
TV9 Telebogotá (Teletigre) fue la primera estación de televisión privada en Colombia, inició sus emisiones el 14 de enero de 1966. Fue fundada por Consuelo Salgar de Montejo, periodista, política y empresaria. Emitía por el canal 9 de la banda VHF de Bogotá y además podía sintonizarse en el resto de Cundinamarca, Tolima y parte del Huila. Debido a su férrea oposición a la corrupción del Frente Nacional, coalición entre los partidos Conservador y Liberal que se alternaban el poder, el canal de televisión fue expropiado el 2 de enero de 1971 y pasó a ser administrado por el Estado. TV9 Telebogotá es reemplazado por Tele 9 Corazón dos semanas después, el 16 de enero del mismo año.
La estación nuevamente vuelve a cambiar de nombre el 27 de marzo de 1972, su nueva denominación pasó a ser Segunda Cadena. Pasó a aumentar su cobertura con la instalación de estaciones repetidoras al nivel nacional en 1974. En 1979, por la llegada de la televisión a color a Colombia,  cambió temporalmente de nombre a Segunda Cadena Color, y nuevamente en 1984 como Cadena Dos. Finalmente, el 1 de enero de 1992 modificó su denominación como Canal A. Este último cambio de nombre fue hecho para incentivar la competencia con su canal hermano Cadena Uno, pues desde entonces las programadoras tenían espacios únicamente en un canal; anteriormente, a las programadoras se les asignaban espacios indistintamente en ambos canales.
Hasta 1998, junto con Canal 1 y Señal Colombia, fueron las únicas emisoras de televisión en el país con cobertura nacional. Sin embargo, la entrada en operación de los canales privados Caracol y RCN, además de la crisis económica a inicios de la década del 2000, fue dejando al Canal A y al Canal Uno sin programadoras, las cuales se declaraban en bancarrota o se convertían en empresas productoras.
En 2003, RTI Televisión, única programadora que quedaba en Canal A, pasa al Canal Uno, gracias a un plan de salvamento para programadoras que estaban en crisis, aprobado por la Comisión Nacional de Televisión el 19 de junio del año mencionado.
Después de varios meses de emitir únicamente los espacios de la programadora estatal Audiovisuales, el 1 de febrero de 2004, Canal A cierra definitivamente sus transmisiones como canal de televisión pública de carácter comercial y es reemplazado por Señal Institucional, como un canal de televisión de un enfoque político en su programación.

## Programadoras del Canal A

### 1992-1997
- RCN Televisión
- Producciones JES
- Producciones PUNCH
- Cenpro Televisión
- Colombiana de Televisión
- Coestrellas
- DFL Televisión
- Producciones Televideo (desde 1995)
- GOS Televisión (desde 1995 hasta marzo de 1997)
- Telestudio (Telenoticiero del Mediodía hasta 1994, desde ese mismo año nace Colombia 12:30)
- Programar Televisión (Noticiero de las 7)
- TV-13 (QAP Noticias)
- Criptón Televisión (Noticiero Cripton)
- Globo Televisión (Notivisión hasta el 27 de diciembre de 1992, desde el 1 de enero de 1993 nace el Noticiero AM-PM)
- Audiovisuales

### Licitación (1998-2004)
- RCN Televisión (hasta el 9 de julio de 1998)
- RTI Televisión
- Proyectamos Televisión
- Audiovisuales
- Coestrellas
- DFL Televisión
- Producciones Televideo
- CPT Televisión
- Andes Televisión
- Big Bang Televisión
- En Vivo Televisión
- Datos y Mensajes
- CPS Televisión
- Informativo 11 PM y Noticias A

## Eslóganes
- 1992 (enero-marzo): No te muevas del A, este es sólo el comienzo
- 1992-1997: Quédense en el Canal A
- 1992-1997: Donde usted vive
- 1992-1997: Está transmitiendo, Canal A
- 1997-1998: Desde Colombia, está transmitiendo Inravisión, Canal A
- 1997-1998: Para Colombia y el mundo, está transmitiendo Inravisión, Canal A
- 1998 (enero-marzo): No pierda el control y quédese en el A
- 1998 (abril-junio): Transmitiendo Inravisión, Canal A
- 1998-2004: Canal A, es televisión
- 1998-2004: Este es, Canal A
- 1998-2004: Aquí, en su Canal A
- 1998-2004: Este es Inravisión, Canal A